# Биохимия мышьяка
Биохимия мышьяка включает в себя биохимические процессы, в которых участвуют мышьяк или его соединения.
Мышьяк образует ряд металлорганических соединений, т. н. мышьякорганических соединений — эфиры мышьяковистой и мышьяковой кислот, производные арсина, и другие. Какодил и его окись были первыми металлорганическими соединениями, описанными в литературе (Бузен, 1837), и наряду с некоторыми другими соединениями мышьяка (например, атоксилом), применялись и применяются до сих пор как лекарственные средства. Некоторые мышьякоорганические соединения использовались в качестве боевых отравляющих веществ (люизит, адамсит).
Как органические, так и неорганические соединения мышьяка токсичны для живых организмов. Тем не менее, в малых дозах некоторые соединения мышьяка способствуют обмену веществ, укреплению костей, оказывают положительное влияние на кроветворную функцию и иммунную систему, увеличивают усвоение азота и фосфора из пищи. С растениями, наиболее заметный эффект мышьяка — замедление обмена веществ, что снижает урожайность, но мышьяк также стимулирует фиксацию азота.
Среди реакций, которые проходят мышьяксодержащие вещества в биосфере — биологическое метилирование и биологическое окисление арсенита в арсенат, применяемое бактериями с помощью специализированного энзима арсенитдегидрогеназы.

## Распространенность
Содержание мышьяка в земной коре 1,7⋅10−4% по массе, в морской воде 0,003 мг/л.
Содержание мышьяка в растениях (на незагрязнённых почвах) составляет 0.001-5 мг/кг сухой массы, в высших животных — 10-6-10-5% массы, в человеке — 14-21 мг; в живых организмах мышьяк присутствует как в виде неорганических соединений (прежде всего, арсениты и арсенаты), так и в виде жиро- и водо-растворимых органических соединений (например, арсенобетаин).
Мышьяк концентрируется в планктоне, морских растениях и животных, грибах. В растениях концентрируется прежде всего в корневой системе, в человеке — в ногтях, волосах.

## Участие мышьяка в биохимических процессах
Несмотря на свою токсичность для большинства земных форм жизни, мышьяк всё же участвует в биохимических процессах определенных организмов.
Некоторые морские водоросли и беспозвоночные включают мышьяк в комплекс органических молекул, таких как арсеносахара («arsenosugars» — углеводы с присоединёнными к ним соединениями мышьяка), арсенобетаины, арсенохолин и соли тетраметиларсония. Грибы и бактерии могут производить летучие метилированные соединения, включающие в свой состав мышьяк. Мышьяколипиды (или «арсенолипиды»), используемые вместо фосфолипидов, также были обнаружены в низких концентрациях во многих морских организмах.
Их зачастую накапливают водоросли в тропических регионах, где в воде недостаточно фосфора — их роль пока что мало изучена. Некоторые бактерии используют арсенат, окисленную форму мышьяка, для своей жизнедеятельности. Также, некоторые прокариоты используют арсенат как конечный получатель электрона при брожении ((As V+ → As III+), то есть превращая арсенаты в арсениты), а некоторые могут использовать арсенат как донор электрона для генерирования энергии.
Единственная бактерия, способная использовать арсенат как конечный акцептор (вещество, принимающее электроны и водород от окисляемых соединений и передающее их другим веществам) электронов в ходе т. н. «арсенатного дыхания» — облигатно анаэробный хемолитоавтотрофный микроорганизм (рода Chrysiogenes) Chrysiogenes arsenatis.
Некоторые авторы рассматривают мышьяк, как жизненно важный микроэлемент; по некоторым классификациям, он причисляется к ультрамикроэлементам — микроэлементам, необходимым в особо малых концентрациях (подобно селену, ванадию, хрому и никелю). Поскольку потребность в мышьяке крайне мала, а его относительная распространенность затрудняет исключение его поступления из внешней среды, для подтверждения ухудшения функций организма в результате недостатка мышьяка потребовались лабораторные опыты, где были созданы условия ультрачистой окружающей среды. Необходимая суточная доза для человека составляет 10-15 мкг.

## Жизнь на основе мышьяка
2 декабря 2010 года была опубликована статья об открытии штамма GFAJ-1. Согласно статье, этот экстремофильный микроорганизм был способен жить и размножаться, встраивая токсичный для других форм жизни мышьяк в свой генетический материал (ДНК). По утверждению авторов статьи, в ДНК этой бактерии мышьяк занимал место фосфора, поскольку он имеет схожие с фосфором химические свойства..
Предположения о возможности существования организмов, у которых роль фосфора может выполнять мышьяк, выдвигались и ранее. Открытие организма, использующего в своей биохимии элементы, отличающиеся от общих для земной жизни углерода, кислорода, водорода, азота, фосфора и серы, могло бы добавить вес гипотезе об альтернативной биохимии и помочь в понимании возможных путей эволюции земной жизни и в поиске жизни на других планетах.
Сообщение о том. что мышьяк в микроорганизме GFAJ-1 может выполнять ту же роль, что и фосфор, послужило началом оживленной научной дискуссии. Через два года после открытия сразу две независимые группы исследователей опровергли факт существования биологически значимого мышьяка в ДНК бактерии.